# Aree naturali protette del Piemonte
La rete ecologica regionale della Regione Piemonte è stata istituita e formalizzata a partire dal 2009 tramite il "Testo unico sulla tutela delle aree naturali e della biodiversità" (Legge regionale 29 giugno 2009, n. 19 e successive integrazioni) che ha riconosciuto e definito le diverse tipologie di aree protette regionali.
Della rete ecologica regionale fanno parte: 
- Il sistema regionale delle aree protette che comprende:

1. i parchi nazionali per la parte ricadente sul territorio regionale
2. le riserve naturali statali per la parte ricadente sul territorio regionale
3. le aree protette a gestione regionale
4. le aree protette a gestione provinciale
5. le aree protette a gestione locale

- Le aree contigue[3].
- le zone speciali di conservazione, i siti di importanza comunitaria proposti ed approvati e le zone di protezione speciale, facenti parte della rete Natura 2000
- le zone naturali di salvaguardia
- i corridoi ecologici

## Sistema regionale delle aree protette

### Parchi nazionali

#### Gran Paradiso
Il Parco nazionale del Gran Paradiso, istituito nel 1922, è il più antico Parco nazionale italiano insieme al Parco nazionale d'Abruzzo, Lazio e Molise. Si estende a cavallo delle regioni Valle d'Aosta e Piemonte ed è gestito dall'Ente Parco Nazionale Gran Paradiso, con sede a Torino. Si estende per una superficie di circa 70.318 ettari, su un terreno prevalentemente montagnoso.

#### Val Grande
Il Parco nazionale della Val Grande fu istituito nel 1992. Contiene la zona selvaggia più estesa d'Italia. Comprende un'intera valle della provincia del Verbano-Cusio-Ossola. Si estende per una superficie di circa 17.021 ettari, su un terreno prevalentemente montagnoso.

### Riserve naturali statali
Entrambe comprese nel territorio del Parco nazionale della Val Grande
- Riserva naturale Val Grande
- Riserva naturale Monte Mottac

### Aree protette a gestione regionale

#### Parchi naturali a gestione regionale
- Parco naturale del Gran Bosco di Salbertrand
- Parco naturale della Val Troncea
- Parco naturale Orsiera-Rocciavrè
- Parco naturale dei laghi di Avigliana
- Parco naturale La Mandria
- Parco naturale di Stupinigi
- Parco naturale della Collina di Superga
- Parco naturale delle Alpi Marittime
- Parco naturale del Marguareis
- Parco naturale dell'Alta val Borbera
- Parco naturale delle Capanne di Marcarolo
- Parco naturale del Bosco della Partecipanza e delle Grange vercellesi (con un'estensione di 1908 ettari, che nasce dall’accorpamento del Parco naturale del Bosco delle Sorti della Partecipanza di Trino con la Riserva naturale Fontana gigante e la Riserva speciale della Pallude di San Genuario, e della relativa area contigua, con un ampliamento di tali aree protette di 825 ettari in sovrapposizione ai locali siti della rete Natura 2000)[4]
- Parco naturale delle Lame del Sesia
- Parco naturale del Monte Fenera
- Parco naturale della Valle del Ticino
- Parco naturale dei Lagoni di Mercurago
- Parco naturale di Rocchetta Tanaro
- Parco naturale dell'Alta Val Sesia e dell'Alta Val Strona
- Parco naturale dell'Alpe Veglia e dell'Alpe Devero
- Parco naturale dell'Alta Valle Antrona
- Parco naturale del Monviso
- Parco naturale del Po Piemontese dal 1º gennaio 2021[5] incorpora le riserve naturali lungo il corso del Po nel tratto torinese e nel tratto alessandrino-vercellese.[4]

#### Riserve naturali a gestione regionale
- Riserva naturale dell'Orrido di Chianocco
- Riserva naturale dell'Orrido di Foresto
- Riserva naturale della Vauda
- Riserva naturale della Madonna della Neve sul Monte Lera
- Riserva naturale del Ponte del Diavolo
- Riserva naturale del Bosco del Vaj
- Riserva naturale della Confluenza del Maira
- Riserva naturale della Lanca di San Michele
- Riserva naturale della Lanca di Santa Marta e della Confluenza del Banna
- Riserva naturale del Meisino e dell'Isolone Bertolla
- Riserva naturale dell'Oasi del Po morto
- Riserva naturale del Molinello
- Riserva naturale Le Vallere
- Riserva naturale Arrivore e Colletta
- Riserva naturale della confluenza dell'Orco e del Malone
- Riserva naturale della Confluenza della Dora Baltea
- Riserva naturale del Mulino Vecchio
- Riserva naturale dell'Isolotto del Ritano
- Riserva naturale di Rocca San Giovanni-Saben
- Riserva naturale delle Grotte del Bandito
- Riserva naturale di Paesana
- Riserva naturale di Paracollo, Ponte pesci vivi
- Riserva naturale Fontane
- Riserva naturale della Confluenza del Bronda
- Riserva naturale della Confluenza del Pellice
- Riserva naturale della Confluenza del Varaita
- Riserva naturale dei Ciciu del Villar
- Riserva naturale delle Grotte di Bossea
- Riserva naturale delle Sorgenti del Belbo
- Riserva naturale di Crava-Morozzo
- Riserva naturale del Torrente Orba
- Riserva naturale di Ghiaia Grande
- Riserva naturale della Confluenza del Sesia e del Grana e della Garzaia di Valenza
- Riserva naturale delle Sponde fluviali di Casale Monferrato
- Riserva naturale del Bric Montariolo
- Riserva naturale speciale Boscone
- Riserva naturale della Confluenza del Tanaro
- Riserva naturale della Garzaia di Villarboit
- Riserva naturale della Garzaia di Carisio
- Riserva naturale della Palude di Casalbeltrame
- Riserva naturale Castelnuovo Scrivia
- Riserva naturale Isola Santa Maria
- Riserva naturale di Valle Andona, Valle Botto e Valle Grande
- Riserva naturale della Val Sarmassa
- Riserva naturale delle Baragge
- Riserva naturale del Parco Burcina Felice Piacenza
- Riserva naturale dei Canneti di Dormelletto
- Riserva naturale di Fondo Toce
- Riserva naturale di Bosco Solivo
- Riserva naturale della Bessa
- Riserva naturale di Benevagienna
- Riserva naturale del Monte Mesma
- Riserva naturale del Colle di Buccione
- Riserva naturale della Grotta di Rio Martino
- Riserva naturale del Neirone
- Riserva naturale Grotte di Aisone [4]
- Riserva naturale Pian del Re
- Riserva naturale del Bosco del Merlino [4]
- Riserva naturale degli Stagni di Belangero [4]
- Riserva naturale delle Rocche di Antignano [4]
- Riserva naturale del Rio Bragna [4]
- Riserva naturale del Paludo e dei Rivi di Moasca [4]

### Aree protette a gestione provinciale

#### Parchi naturali a gestione provinciale
- Parco naturale del Lago di Candia
- Parco naturale del Monte San Giorgio
- Parco naturale del Monte Tre Denti - Freidour
- Parco naturale di Conca Cialancia
- Parco naturale del Colle del Lys
- Parco naturale della Rocca di Cavour

#### Riserve naturali a gestione provinciale
- Riserva naturale dello stagno di Oulx
- Riserva naturale dei Monti Pelati

### Aree protette a gestione locale

#### Riserve e parchi naturali a gestione locale
- Riserva naturale del Brich Zumaglia
- Parco naturale Gesso e Stura[4]
- Riserva naturale Spina verde

## Aree contigue
- Area contigua della Stura di Lanzo - IT1110014
- Area contigua della Fascia fluviale del Po-tratto cuneese
- Area contigua Spina Verde
- Area contigua dell'Alpe Devero
- Area contigua Gesso e Stura[4]
- Area contigua dell'Alta Val Strona
- Area contigua dell'Alta Val Borbera[4]
- Area contigua del Po piemontese,[4] dal 1 gennaio 2021[5] incorpora l'Area contigua della Fascia fluviale del Po-tratto torinese e l'Area contigua della Fascia fluviale del Po-tratto vercellese-alessandrino

## Aree parte della rete Natura2000
Fanno parte della rete Natura 2000 i siti di importanza comunitaria proposti ed approvati, le zone speciali di conservazione  e le zone di protezione speciale che comprendono il 15,91% della superficie regionale.

## Zone naturali di salvaguardia
- Zona naturale di salvaguardia della Collina di Rivoli
- Zona naturale di salvaguardia dei Boschi e delle Rocche del Roero
- Zona naturale di Salvaguardia del Bosco delle Sorti - La Communa
- Zona naturale di Salvaguardia della Dora Riparia
- Zona naturale di Salvaguardia del Monte Musinè
- Zona naturale di Salvaguardia Tangenziale verde e laghetti Falchera
- Zona naturale di Salvaguardia Spina verde
- Zona naturale di Salvaguardia Laghi di Avigliana[4]
- Zona naturale di Salvaguardia dell'Alta Val Strona[4]
- Zona naturale di Salvaguardia Piana del Tanaro[4]
  - Zona naturale di Salvaguardia di Revigliasco d'Asti
  - Zona naturale di Salvaguardia di Isola d'Asti
  - Zona naturale di Salvaguardia di Costigliole d'Asti
  - Zona naturale di Salvaguardia di Agliano Terme
- Zona naturale di Salvaguardia del Lago di Arignano[4]

## Altre aree protette

### Aree con tutela UNESCO

#### Geopark e riserve
- Sesia Val Grande Geopark
- Riserve della Biosfera MAB
  - Valle del Ticino (Riserva della Biosfera) (con la Lombardia)
  - Colline del Po (Riserva della Biosfera)
  - Riserva della Biosfera transfrontaliera del Monviso (con il Parco natural del Queyras in Francia)

#### Sacri monti
Del Sistema regionale delle Aree protette sono parte integrante i sette "Sacri Monti" piemontesi che dal 2003 fanno parte della Lista del Patrimonio Mondiale dell'UNESCO:
- Riserva speciale del Sacro Monte di Belmonte
- Riserva speciale del Sacro Monte di Crea
- Riserva speciale del Sacro Monte Calvario di Domodossola
- Riserva speciale del Sacro Monte della SS. Trinità di Ghiffa
- Riserva speciale del Sacro Monte di Oropa
- Riserva speciale del Sacro Monte di Orta
- Riserva speciale del Sacro Monte di Varallo

### Giardini storici e giardini botanici
Godono inoltre di forme di vincoli e tutela un elenco individuato a livello regionale di giardini storici di valenza storica e botanica e giardini botanici.

### Oasi WWF
- Oasi Affiliata WWF Forteto della Luja
- Oasi WWF Il Verneto
- Oasi WWF La Bula
- Oasi WWF di Valmanera
- Oasi WWF Baraggia di Bellinzago
- Oasi WWF Pian dei Sali
- Giardino botanico di Oropa
- Garzaia della Val Bormida
- Bosco del Lago
- Oasi Affiliata WWF Cascina Bellezza

### Altre oasi
- Oasi Zegna - privata
- Bosco Tenso - comunale (Premosello-Chiovenda)

## Altri beni naturali sottoposti a tutela
In Piemonte al 24 luglio 2020 sono stati individuati 219 alberi o gruppi di alberi inseriti nell'Elenco nazionale degli alberi monumentali.